# Alexis Caiguan
Alexis Reinaldo Caiguan Ancapan (Osorno, 18 de agosto de 1975) es un educador, artesano músico y político de la etnia mapuche-huilliche chileno. En mayo de 2021, fue elegido como miembro de la Convención Constitucional de Chile para representar al pueblo mapuche en la región de Los Lagos.

## Biografía
Nació el 18 de agosto de 1975 en Osorno en la comunidad huilliche Pangui Ku. Como educador tradicional, Caiguan ha trabajado durante cinco años en la Escuela Entre Lagos en Puyehue, Provincia de Osorno. Ha estado activo durante mucho tiempo en el activismo indígena y anteriormente se desempeñó como presidente de la Comunidad Indígena Urbana de Panguiku.
En las elecciones de convencionales constituyentes 2021, fue elegido para uno de los siete escaños reservados para el pueblo mapuche. Carmen Jaramillo, una compañera activista y académica mapuche, inicialmente estaba propuesta en ese cupo, pero fue sustituida por Caiguan para cumplir con las reglas de paridad de género.
Como miembro de la Convención Constitucional, ha utilizado su plataforma para abogar por el bienestar de los activistas del conflicto mapuche. De la misma manera firmó una carta condenando el asesinato de Pablo Marchant, un hombre de 29 años baleado en la cabeza y asesinado por Carabineros de Chile. Durante la elección a la presidencia de la Convención Constitucional, apoyó la exitosa candidatura de la también activista mapuche Elisa Loncón.